# Dux-Kino
Das Dux-Kino war ein Spielzeugprodukt von Markes & Co aus Lüdenscheid. Neben Blechspielzeug und Metallbaukästen machte sich dieses Unternehmen mit den Spielzeug-Filmprojektoren unter dem Markennamen DUX Kino seit den 1930er-Jahren einen Namen. 

Dux Kino 68

## Geschichte der Dux Kinos
Die Geschichte der Dux Kinos begann 1935, als Markes & Co, gegründet 1904 von Carl Markes, ein neues optisches Spielzeug auf den Markt brachte: das Dux-Kino-Modell MM. Erfunden wurde es von dem spanischen Ingenieur Nebel. Es war in seiner Art neu, da es mit dem Prinzip bewegter Bilder arbeitete. Vorher gab es zwar auch schon optisches Spielzeug, jedoch nur in Form der Laterna Magica – also mit stehenden Bildern, ähnlich wie Dias.
Schon 1931 ließ sich der katalanische Fabrikant Josep Nicolau Griñó einen Spielzeugprojektor (Cine NIC) patentieren, der die Grundfunktion eines Projektors mit alternierenden Bildern aufgriff.
1938 entwickelte Markes & Co das Dux Kino MM weiter und nannte es Modell 3. Die Veränderung bestand darin, dass sich die Achse zum Aufziehen des Federwerks nicht mehr unter dem Projektor befand, sondern an der Oberseite.
Nach dem Krieg kam 1948 das Dux Kino Modell 40 heraus, das nun den Film über eine schonendere Gummiwalze transportierte. 1952 wurde das endgültige Gerät Modell 44 auf den Markt gebracht, das sich aber vom Modell 40 nur unwesentlich unterschied (z. B. konnte nun ein Lampentransformator anstatt des Batterieadapters direkt angeschlossen werden). Mit diesen Spielzeugprojektoren traf das Unternehmen Markes & Co in eine Marktlücke. Nun konnten Kinder mit ihrem Spielzeugprojektor und den dazu zahlreich erhältlichen Filmen spannende und lustige Geschichten verfolgen und an der damaligen Kinoeuphorie der Erwachsenen teilhaben. Die Zeichentrickfilme wurden – mit Ausnahme der Disney-Serie – von dem italienischen Zeichner Aurelio Galleppini gezeichnet. Er fertigte auch einige Filme des späteren Dux Kino 68. Das Dux Kino war jedoch nicht billig. Das Dux Kino MM kostete noch 8,50 RM. Es beinhaltete einen Film (Zirkus) und eine kleine Leinwand und war daher noch verhältnismäßig preiswert. Für die einfache Ausführung des Modells 40 musste man jedoch schon 19,50 DM bezahlen (ohne Zubehör, wie Filme usw.) – zu dieser Zeit im Vergleich zu anderem Spielzeug sehr viel Geld. Heute stellt Markes & Co Kugellager her.

## Projektorenmodelle

### Dux Kino "Silberschwalbe" (bzw. "Das kleine Kino")

Stabzellen-Batterie für die Dux Silberschwalbe bzw. "Das kleine Kino"

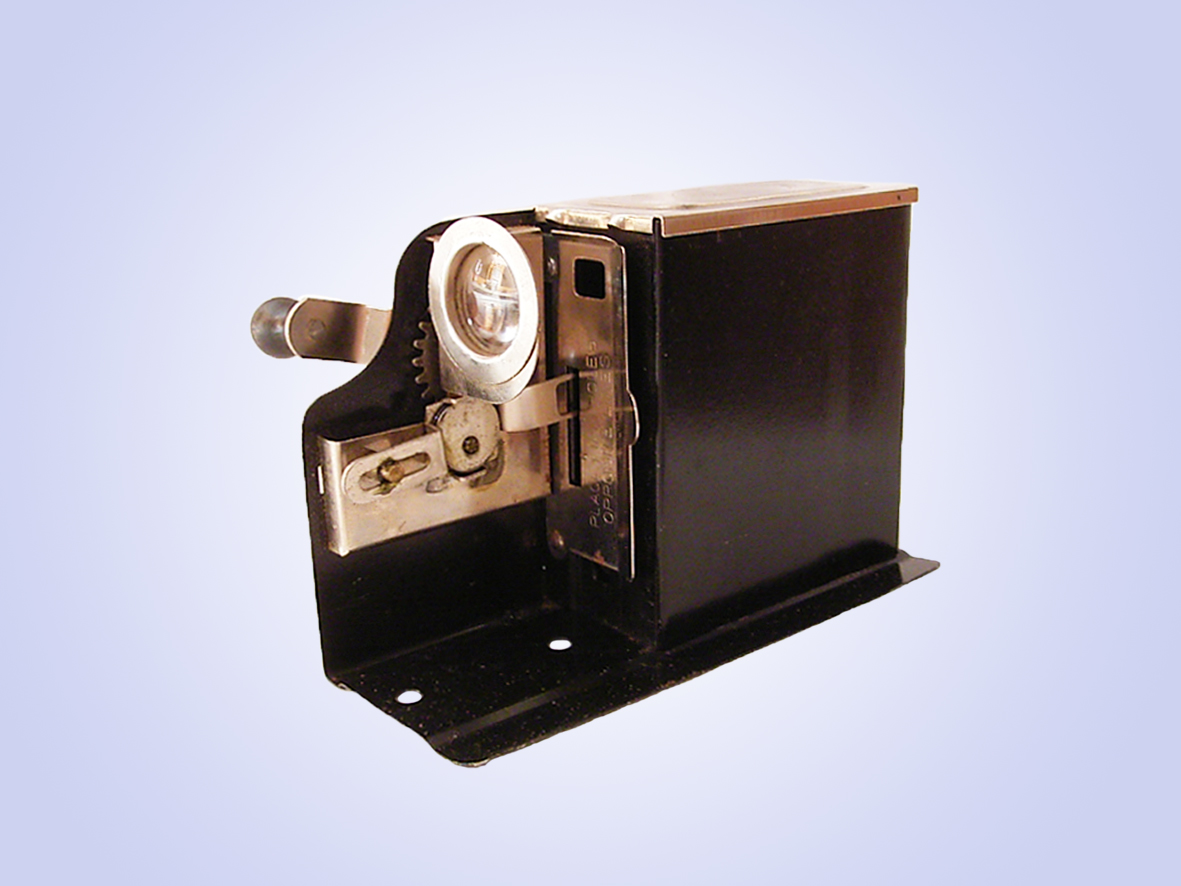
IRWIN Projector

Nachdem sich Markes und Co bereits einen Namen mit Metallbaukästen gemacht hatten, brachten sie 1935 einen kleinen, heute fast unbekannten Spielzeugprojektor für den Preis von einer Reichsmark auf den Markt. Er hieß zu Beginn „Das kleine Kino“ und war in den Farben Blau und Rot erhältlich. Dieses Kino wurde von einem Patent aus den USA übernommen, wo es unter dem Namen „Irwin Projector“ recht erfolgreich verkauft wurde. Allerdings wiesen die deutschen und US-Projektoren leichte Unterschiede auf. Interessanterweise sticht bei dem amerikanischen Modell hervor, dass auf der Verpackung die Comic-Figur Betty Boop zu sehen war. Diese Figur zierte die späteren Dux-Projektoren MM und Model 3 auf der Kopfseite des Bakelits. Doch nicht nur in den USA gab es diesen Projektor. Auch in Deutschland wurde dieses Projektorenmodell mit den dazugehörigen Filmen auch von anderen Unternehmen unter anderem Namen vertrieben. So wurde dieses Modell auch unter dem Namen „Quixi Cinema“ vertrieben. Ob dies auch ein Markenname von Markes und Co war, ist nicht überliefert. Jedoch war das Filmprogramm hinsichtlich Titel und Filmnummer das gleiche. Kurz danach war es als „Dux Silberschwalbe“ erhältlich. Diese Ausführung war leicht modifiziert. Der Fuß war erhöht und auf dem Batteriedeckel prangte das Logo von Dux, die silberne Schwalbe, die von nun an auf allen Dux Kinos (ausgenommen dem Dux Kino MM und dem Dux Kino Modell 3) an den Projektoren zu sehen war.
Die Filme mit sehr ungewöhnlichem Format waren jedoch für beide Geräte kompatibel. Sie waren einen Meter lang und elf Millimeter breit. Sie waren schon wie beim späteren Dux Kino 68 als Endlosfilm konzipiert, befanden sich jedoch nicht in einer Filmdose, sondern wurden frei in den Projektor eingelegt. Die Filme waren mit ein paar Sekunden dementsprechend kurz. Angetrieben wurde mittels einer Handkurbel. Das Licht erzeugten zwei Spezialbatterien („Stabzellen – Batterien“), die speziell für den Spielzeugprojektor hergestellt wurden. Das Kino selbst war aus Blech gefertigt. Das Laufwerk lag ohne Schutz frei. Lediglich das Lampen- bzw. Batteriehaus war geschlossen. Neben der einfachen Ausführung dieses Modells war auch eine Luxusausführung in einer großen Box mit dem Filmprogramm, dem Projektor und einigen Filmen erhältlich, die 3,60 RM kostete. Warum dieses Modell nur kurze Zeit im Handel war, ist unklar.

### Dux Kino MM

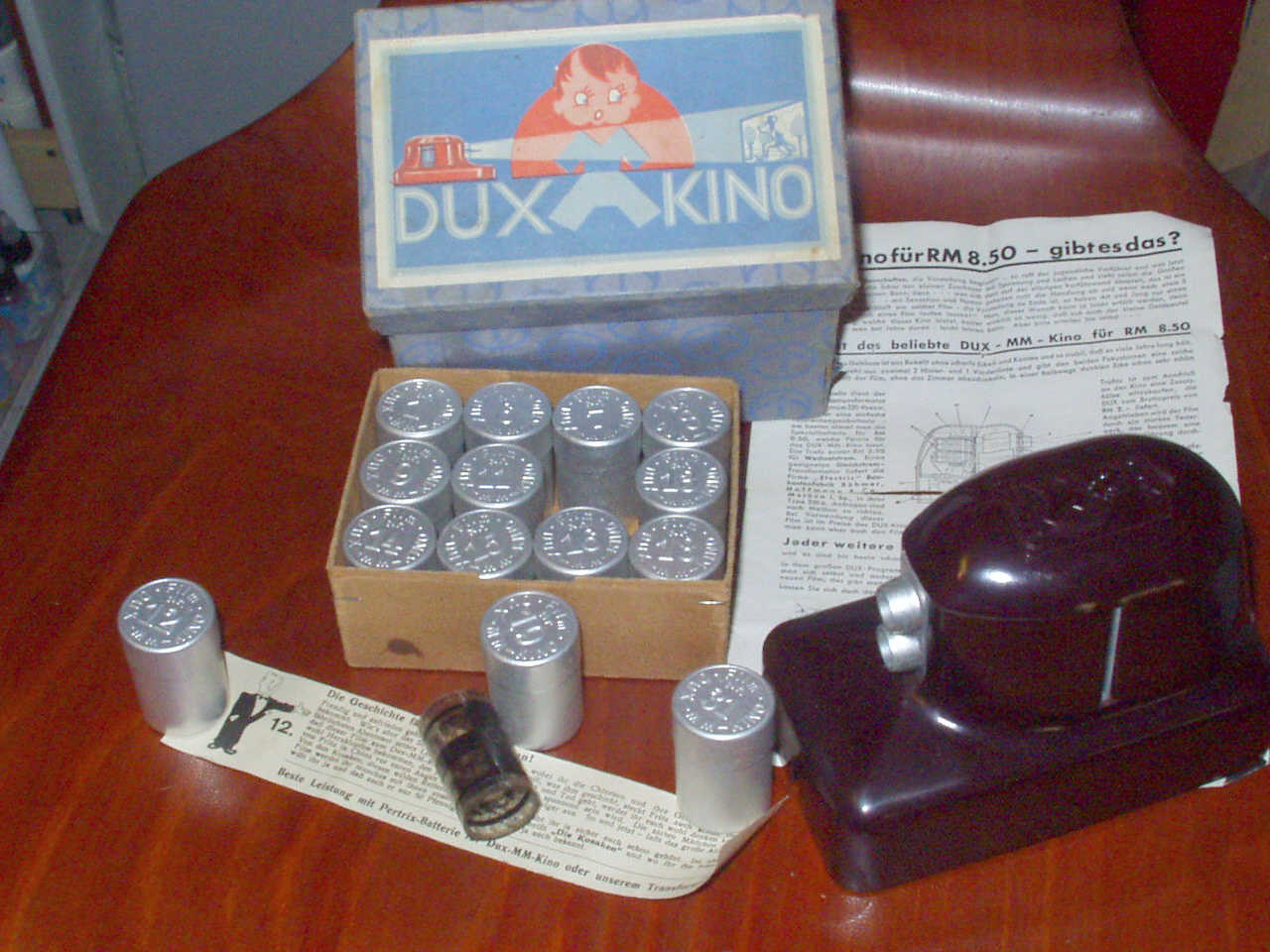
Dux Kino MM

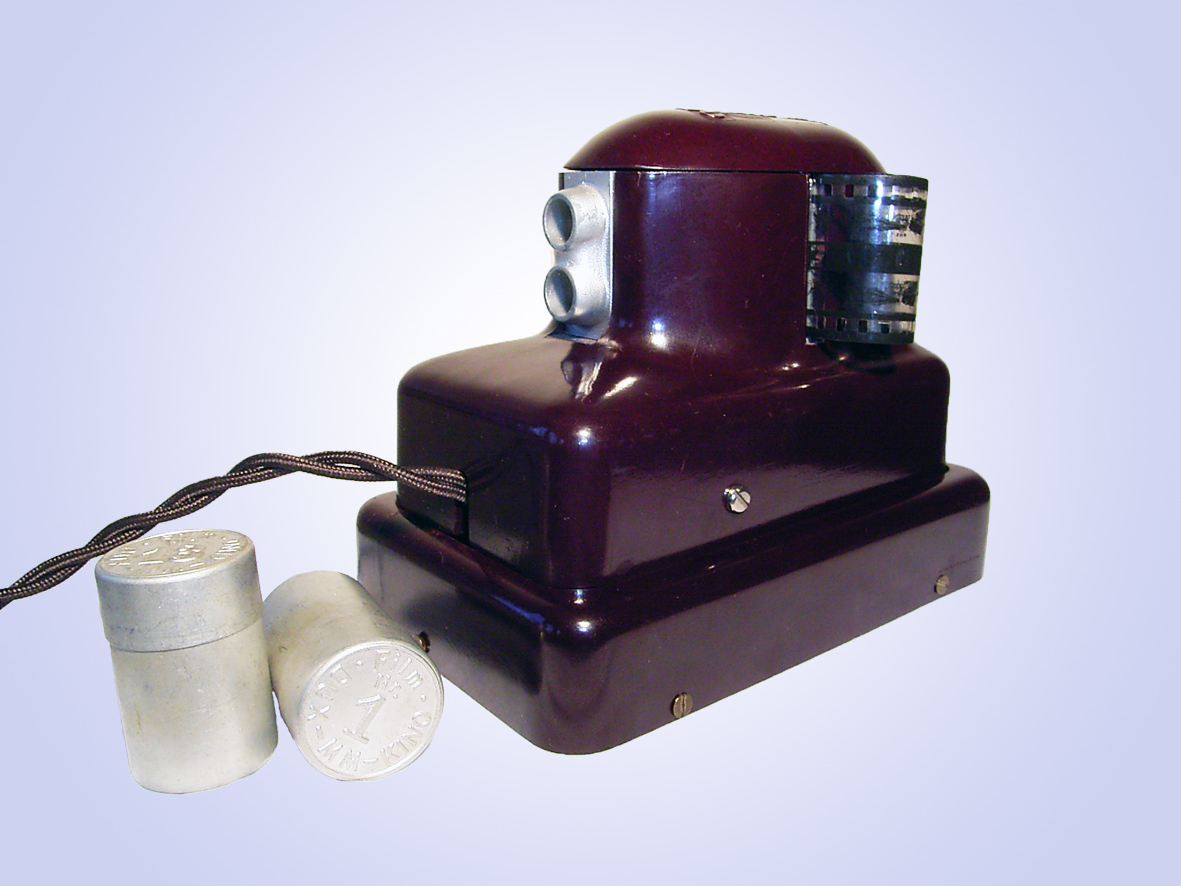
Dux Kino MM Motorized

Das zweite Dux Kino, das Dux Kino Dux Kino MM (oder DUX-MM-Kino) kam ebenfalls 1935 zu einem Preis von 8,50 RM auf den deutschen Markt. Das Gehäuse war aus unempfindlichem Bakelit. Die Filme wurden im Gegensatz zu echten Filmprojektoren horizontal in den Projektor eingeführt. Der 35-mm-Filmstreifen verfügt über zwei Bildreihen: eine oben, eine unten. Der Projektor hat zwei Linsen und auch zwei Glühbirnen. Durch eine Schaltwalze, die an das Federwerk gekoppelt war, leuchteten die beiden Lampen immer abwechselnd. Daher entstand eine Art Wackelbildeffekt und der Eindruck des bewegten Bildes.
Im Gegensatz zu dem "Kleinen Kino" und der Dux Silberschwalbe zierte bei diesem Modell nicht wie auch später das Logo der Firma Dux in Form der Schwalbe den Projektor, sondern eine Reliefprägung der amerikanischen Comicfigur Betty Boop. Wie diese Figur zum Dux Kino gelangte bleibt leider ungeklärt.
Die Filme für das Dux Kino MM sind etwa 20 cm lang. Laut Beschreibung haben die Filme eine Laufzeit von jeweils 5 Minuten. Sie werden durch eine von einem Federwerk bewegten Zahnrolle, die in die untere Reihe der Perforation des Films griff, durch den Projektor transportiert. Gleiches Federwerk treibt auch die Blende an. Das Licht wird von zwei kleinen Glühbirnen durch eine 4,5-Volt-Flachbatterie erzeugt. Diese Stromquelle änderte sich für die Dux-Projektoren bis zum Erscheinen des Dux Kino 68 nicht.
Die Firma "Electric" Baukastenfabrik Böhmer, Hoffmann & Co (Meißen) produzierte auch speziell für das Dux Kino Modell MM 4,5-Volt-Spezialbatterien für extra lange Lebensdauer (Preis: 1,- RM).
Zu dem Dux Kino MM wurde der Dux Film Nr 1: Zirkus und die Dux Vorführwand (ein mit weißem Hochglanzpapier bezogenem Papprechteck, ca. 25 × 12 cm) mitgeliefert. Dieses Modell war in verschiedenen Verpackungen erhältlich. So gab es zwei unterschiedliche Kartonboxen als Verpackung.
Die Firma Dux kündigte in einem Werbeprospekt an, dass dieses Modell auch künftig als Luxusvariante erhältlich sein sollte, das anstatt eines Federmotors einen Elektromotor besaß. Somit würde der Filmantrieb und auch die Beleuchtung über Steckdosenstrom versorgt werden. Ob dieses Modell allerdings auch in den Handel gelangte, ist unbekannt. Zumindest eine Version ist bekannt (siehe Abbildung).

### Modell 3

Dux Kino Modell 3

1938 kam das Modell 3 auf den Markt. Es wies einige Veränderungen auf, die Schwachstellen des Dux MM Kinos korrigierten.
Das Zahnrad für den Filmtransport wurde durch eine Gummiwalze ersetzt, die wesentlich filmschonender war. Des Weiteren war der Deckel nun nicht mehr lose auf den Projektor gesetzt, sondern mit dem Gehäuse zusammen als ein Bakelitteil gefertigt wurde. Eine weitere Neuerung war, dass die Aufziehachse nun an der Oberseite und nicht mehr unter dem Projektor war. Bei diesem Modell zierte letztmals Betty Boop den Deckel des Projektors.

### Modell 40

Dux Kino Modell 40

Anfang der 1950er Jahre kam das noch einmal überarbeitete Dux-Kino-Modell 40 heraus. Anstatt der im Wechsel aufleuchtenden Lampen wurde eine Blende eingebaut, die im Wechsel jeweils eine der beiden Linsen freigab. Die beiden Lampen leuchteten nun durchgängig. Der Preis für die einfache Ausführung betrug 19,90 DM.

### Modell 44

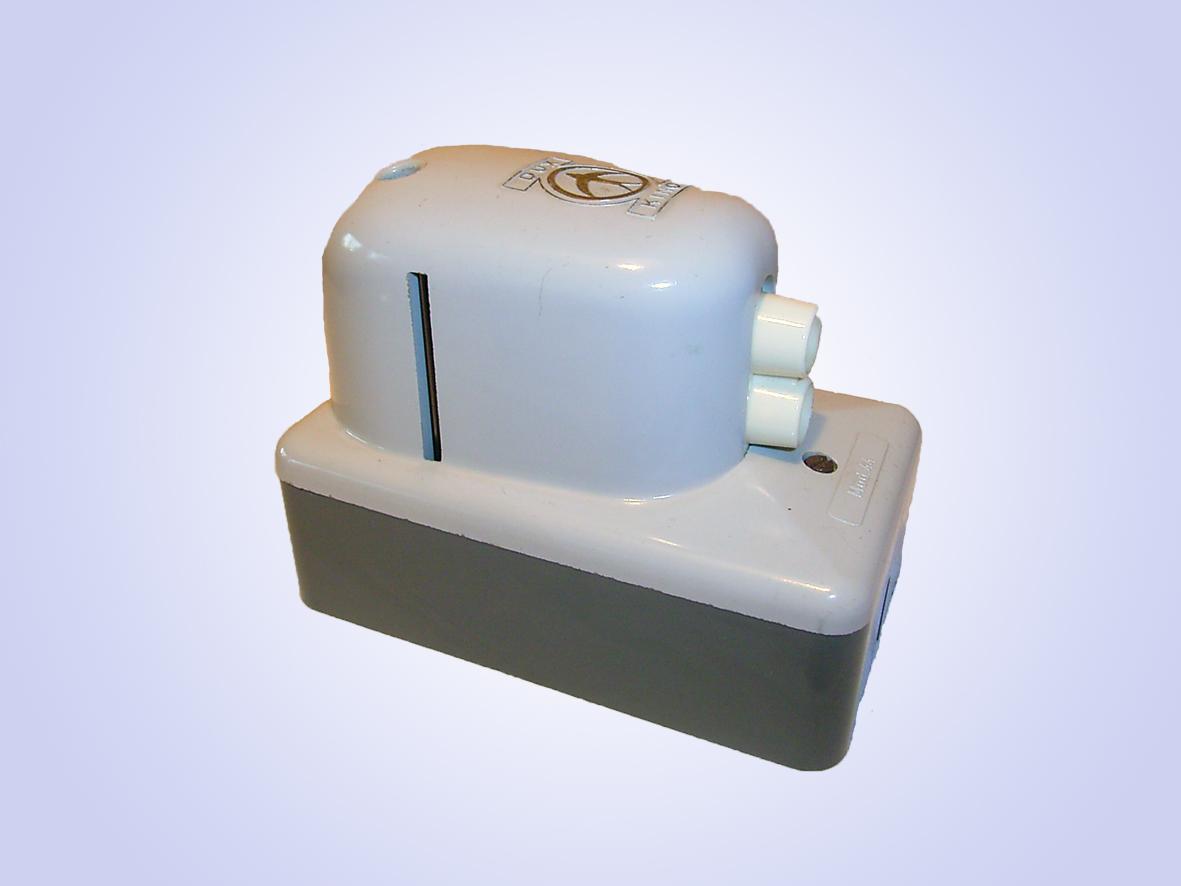
Dux Kino Modell 44 – letzte Ausführung

Das Dux Kino Modell 44 war der letzte Dux 35-mm-Projektor, der gebaut wurde. Die einzige Veränderung zum Dux Kino Modell 40 war, dass hinten eine "Steckdose" für den Dux Transformator Nr 56 angebracht war. Der Preis für die einfache Ausführung betrug 19,90 DM. Kurz vor der Einstellung der Produktion brachte Dux noch einmal einen optisch modifizierten Projektor heraus. Statt des bisher braunen Bakelitgehäuses wurde dieses Dux Kino in weißem Bakelit produziert. Auch die Verpackung wich optisch von den Vorgängermodellen ab. Die neue Schachtel war statt vormals in Blau in Rot gehalten. Da dieses Modell kurz vor der Umstellung auf das Dux Kino 68 herauskam, ist es heutzutage sehr selten.

### Dux Kino Kassette

Dux Kino Modell 44 in der Dux Kino Kassette

Parallel zu dem Dux Kino Modell 40 gab es auch die große Geschenkbox zu kaufen. Diese Geschenkbox umfasste je nach Ausgabe den Projektor Modell 40 oder Modell 44 sowie den Netztransformator Nr 56 oder Nr 57 für die Lampen und sechs Filme. Im Deckel der Geschenkbox ist eine Leinwand integriert. Diese Ausführung kostete den stolzen Preis von 39,50 Mark.

### Duxinette

Dux Duxinette

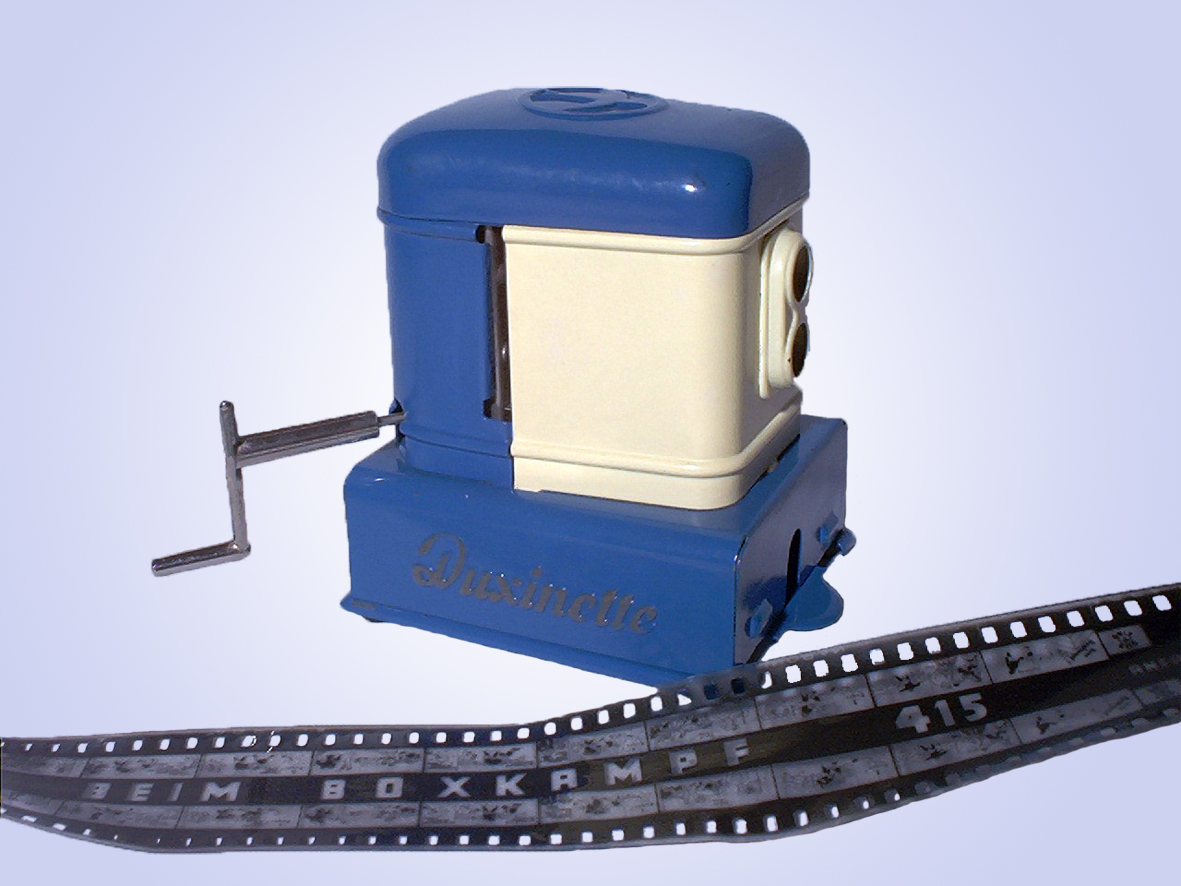
Duxinette in blaubeige

1952 wurde die Duxinette auf den Markt gebracht. Sie besteht im Gegenteil zu den aus Bakelit gefertigten Vorgängermodellen komplett aus Metall und ist dadurch wesentlich robuster. Ein Federwerk besitzt sie nicht. Dafür musste der Benutzer den Filmvortrieb mittels einer Kurbel antreiben. Die Stromquelle für die Lampen war wie auch beim Modell 44 eine 4,5-Volt-Flachbatterie. Auch der Anschluss beider Netzadapter war möglich. Alle Filme für das Modell 40 und 44 waren auch für die Duxinette geeignet. Die Duxinette kostete 12,50 Mark.

### Duxinette-Kino-Kassette

Duxinette-Kino-Kassette

Genau wie auch schon beim Modell 44 gab es auch von der Duxinette eine deluxe Ausführung mit dem Transformator Nr 56, 6 Filmen und einer im Deckel integrierten Leinwand. Die Box kostete 24,50 Mark.

### Dux TV 35 und Dux TV 35 M

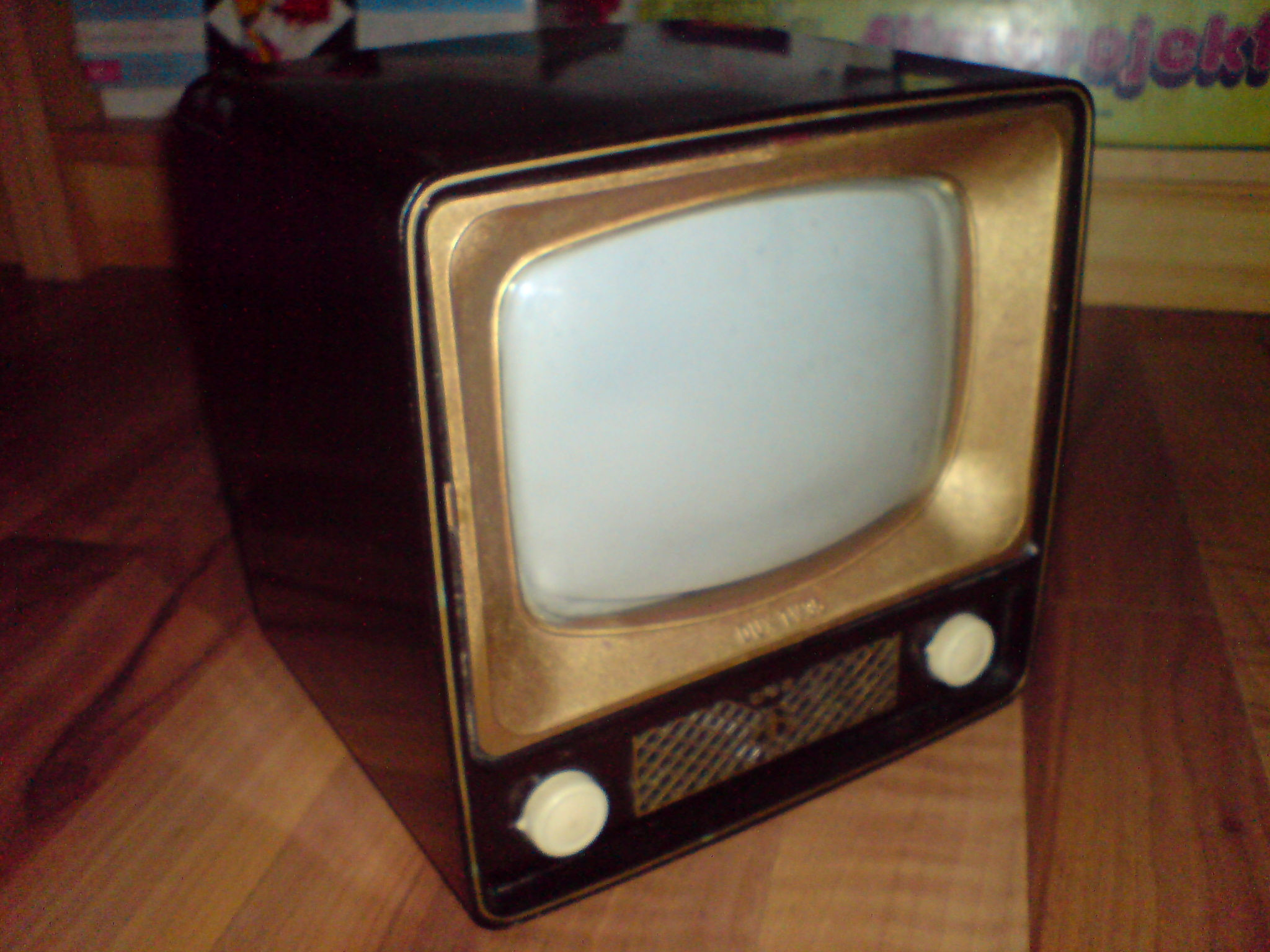
Dux TV 35

1958 brachte die Firma Markes & Co den DUX TV 35 auf den Spielzeugmarkt. Dieser einem Fernsehgerät nachempfundene Spielzeugprojektor projizierte die Filme nicht auf eine Leinwand, sondern auf die integrierte Mattscheibe. Mittels der beiden Drehschalter konnte man das Licht und den Motor ein- und ausschalten. Auch bei diesem Modell war eine 4,5-Volt-Batterie für den Lampenstrom zuständig.
1960 erschien die Version Dux TV 35 M. Diese Version hatte auf der rechten Seite eine Spieluhr eingebaut, die beim Abspielen der Filme eine Melodie spielte. Alle Filme für das Modell 3, das Modell 40, Modell 44 und die Duxinette waren auch mit dem DUX TV 35 und dem Dux TV 35M kompatibel. Der Dux TV 35 kostete 35 DM, der DUX TV 35 M kostete 45 DM. In beide Dux TVs konnte man sowohl den Dux Transformator Nr 56 und den Dux Transformator Nr 57 einbauen.

### Dux Episkop 49

Dux Episkop

Dieser Projektor war der einzige von Markes & Co hergestellte Spielzeugprojektor, der keine Filme abspielen konnte. Mit diesem Projektor konnten Kinder die Bilder und Texte ihrer Bücher an die Wand projizieren, um sie groß zu betrachten. Der Projektor wurde einfach auf das Buch oder das Bild gestellt und projizierte das Bild mittels einer Licht- und Spiegeltechnik auf die Wand. Hierfür gab es allerdings Bilderserien, die eine Geschichte erzählten, welche dann an der Wand betrachtet werden konnten.

### Dux-Kino 68

Dux Kino 68, erste Auflage

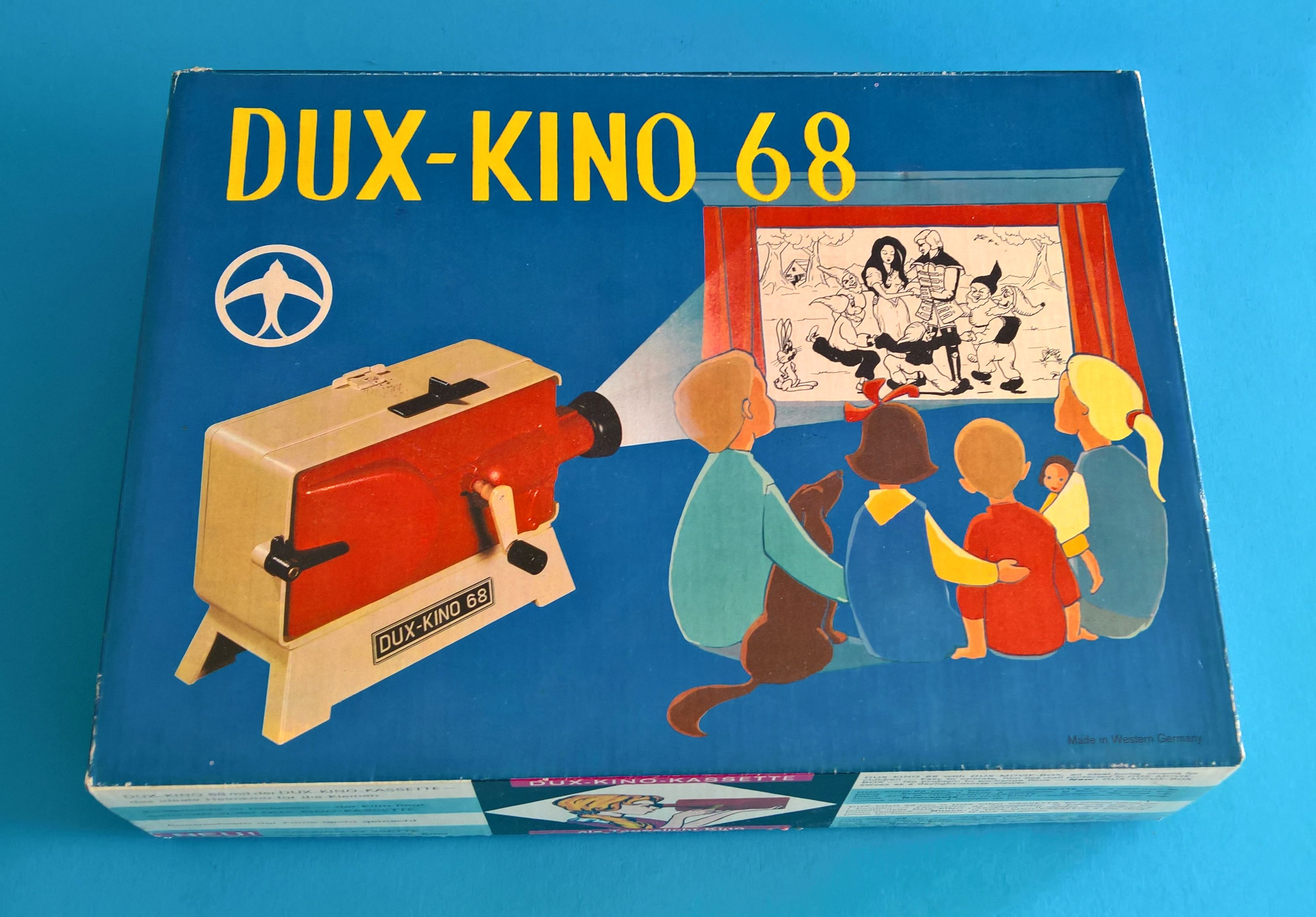
DUX-Kino 68, 1. Auflage

Dux Kino 68, zweite Auflage

Dux Kino 68 in der Geschenkbox

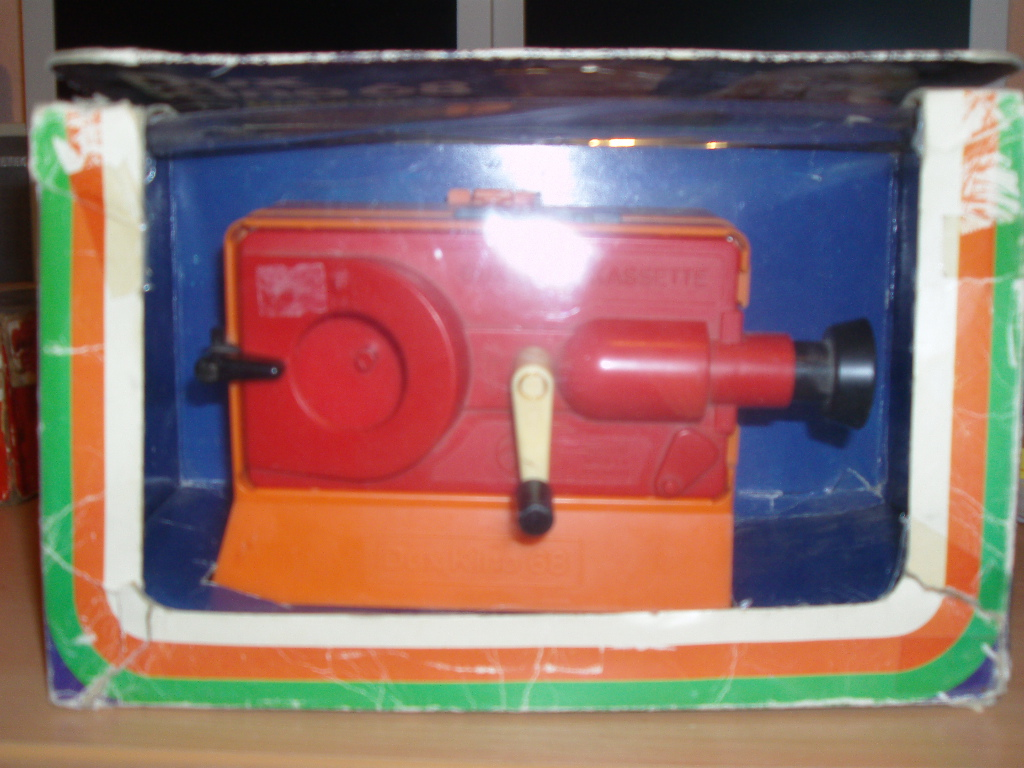
Dux Kino 68 in der Blisterbox

1968 brachte Markes & Co ein komplett verändertes Dux Kino auf den Markt. Die Filme waren nun nicht mehr wackelbildartig auf einem 35-mm-Filmstreifen, sondern auf kleinen Filmrollen; im Format 8 mm (Normal 8). Das besondere daran war, dass die Filme in Endlosspulen eingelegt waren. Das heißt: der Anfang des Films war an das Ende geklebt (vergleichbar einer Endloskassette). Somit war eine kinderleichte Vorführung der Filme gewährleistet. Betrieben wurde das Dux Kino 68 mit einer Handkurbel, mit der man den Filmtransport bewegte. Den Strom für die Projektionsbirne konnte man mittels drei Monozellen Batterien oder dem separat erhältlichen Netzteil erzeugen.

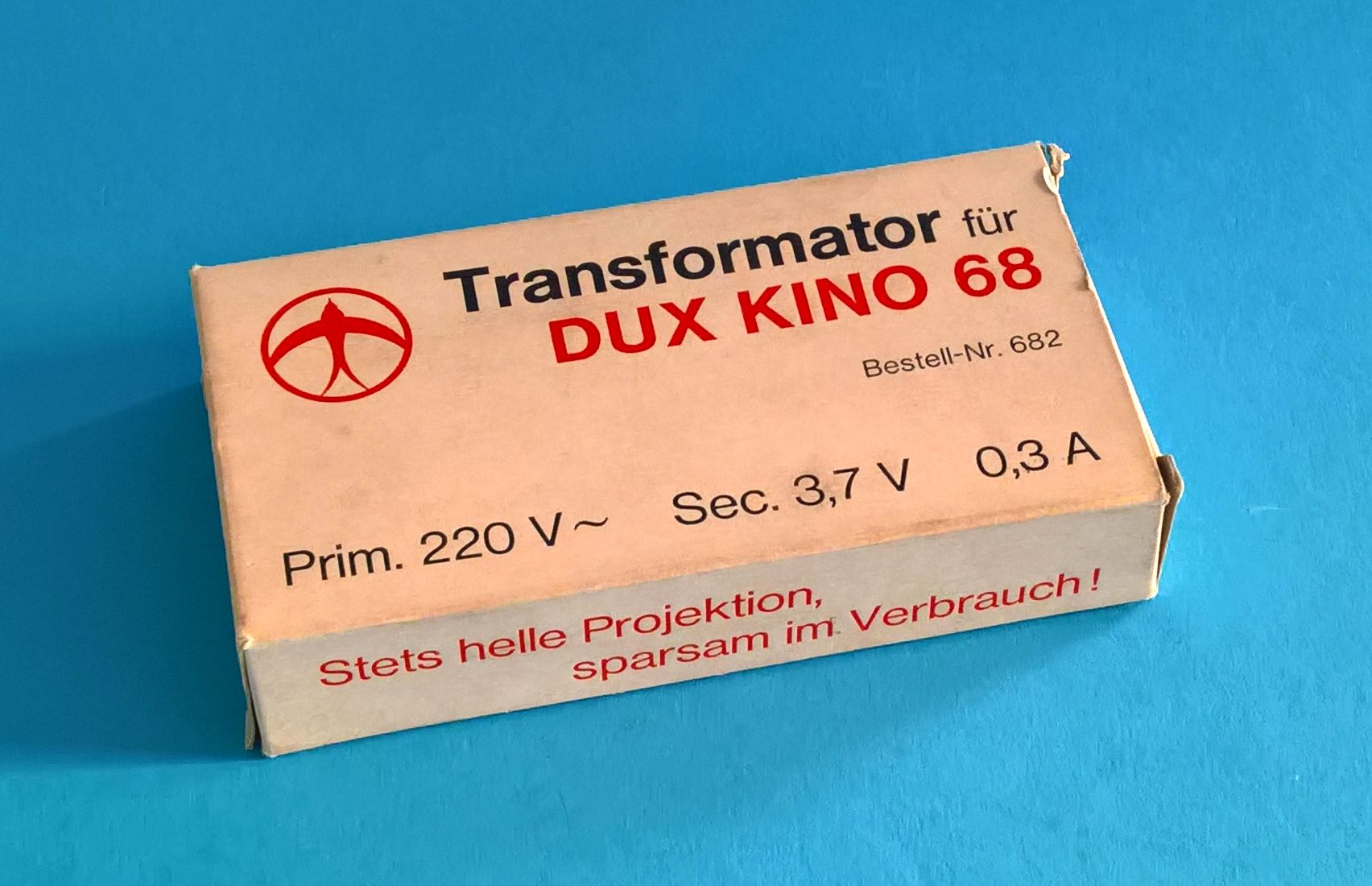
Transformator für DUX Kino 68

Der Projektor war aus Plastik gefertigt. Standardmäßig wurde mit dem Projektor der Film Die Schatzinsel mitgeliefert. Man hatte sich ein Beispiel an der Dux Kino Modell 44 Geschenkbox genommen und das Dux Kino 68 in einem edlen Karton mit im Deckel integrierter Leinwand ausgeliefert. Für die Garantie der Spielfreude war ein Tageslichtadapter beigelegt. Damit konnte man auch die Filme bei Tageslicht sehen, in dem man wie bei einem Fernrohr durch das Objektiv den Film betrachten konnte. Das Dux Kino 68 wurde zweimal mit neuem Kartondesign neu aufgelegt. Die zweite Auflage war mit der ersten Auflage identisch, hatte aber einen neu gestalteten Karton. Sie kostete 23,50 DM. Die Drittauflage wurde unter dem Namen Dux Kino 68 – Das Dux-Film-Festival auf den Markt gebracht und kostete 51,50 DM. Diese Ausgabe beinhaltete neben dem Projektor den Lichttransformator und fünf Filme, statt früher nur einen. Die Drittauflage erschien parallel zu dem Dux Elkino 900.
Zusätzlich gab es den nackten Projektor ohne Film und Karton – in einer Blisterbox – zu einem noch günstigeren Preis. Diese Ausführung ist die einzige, wo die Farbe des Projektors verändert wurde: Das Grundgehäuse mit dem Batteriekasten ist nicht mehr weiß, sondern orange. Aber trotz jeweils neuer Verpackung – am Design und der Technik des Projektors änderte sich nichts. 
Schwachpunkt an dem Dux Kino 68 war die Kurbel. Bei sehr vielen Dux Kinos, die man ab und an auf Flohmärkten o. ä. findet, ist die Kurbel abgebrochen. Trotz alle dem entwickelte sich das Dux Kino 68 schnell zum Verkaufsschlager bis Ende der 1970er Jahre.

### Dux Elkino 900

Dux Elkino 900

Mitte der 1970er Jahre wurde das Dux Elkino 900 auf den Markt gebracht. Diese „Luxusausführung“ des Dux Kino 68 hatte statt des Kurbelantriebs einen Motor. Ein integrierter Netztrafo sorgte für den nötigen Strom für den Motor und die Lampe. Alle Filme für das Dux Kino 68 waren auch mit dem Dux Elkino 900 kompatibel. Auch bei diesem Modell war eine Leinwand im Deckel der Verpackung integriert. Das Dux Elkino 900 kostete damals 72,50 DM. Mit dabei war der Film Max und Moritz – Streich 1 & 2.

## Dux-Transformatoren
Es gab für alle Dux Kinos (bis auf die Silberschwalbe) die Möglichkeit, anstelle einer 4,5-Volt-Flachbatterie einen Transformator für Steckdosenstrom zu kaufen. Dieser wurde hergestellt von der Firma Pertrix (Preis vor dem Krieg: 3,90 RM / nach dem Krieg: 7,20 DM). Den Dux Transformator gab es in zwei Ausführungen. Der Dux Transformator Nr 57 war in Form einer 4,5 Volt Batterie hergestellt, aus deren Boden das Netzkabel herausführte. Er kostete anfangs 11,90 DM, später 9,00 DM. Dieser Transformator war kompatibel zu dem Dux Kino MM, Modell 3, Modell 40, Modell 44, Duxinette, Dux TV 35 und Dux TV 35 M.
Der zweite Transformator, der Dux Transformator Nr 56 war im Steckdosenstecker eingebaut und hatte einen kleineren Stecker, der in eine Ministeckdose im Projektor passte. Dieser Transformator war kompatibel zu dem Modell 44, Dux TV 35, Dux TV 35 M und der Duxinette und kostete 10,90 DM. Für das Dux Kino 68 gab es den Dux Transformator Nr 682 (3,7 Volt, 0,3 Ampere) für 15,90 DM zu kaufen. Dieser wurde in einen Schlitten unter den Projektor gespannt. In späteren Auflagen des Dux Kino 68 war er serienmäßig dabei.

## Nachbauten

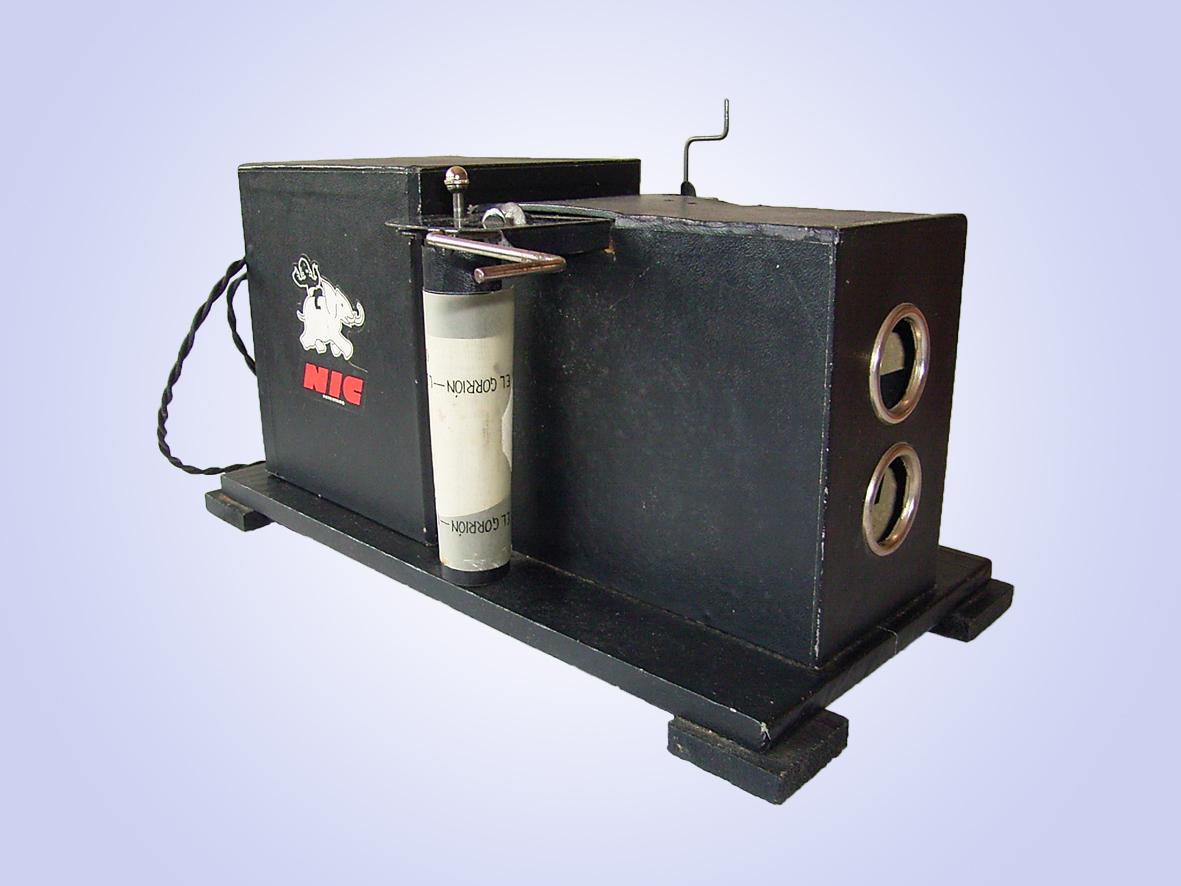
Cine NIC – erste Version 1931

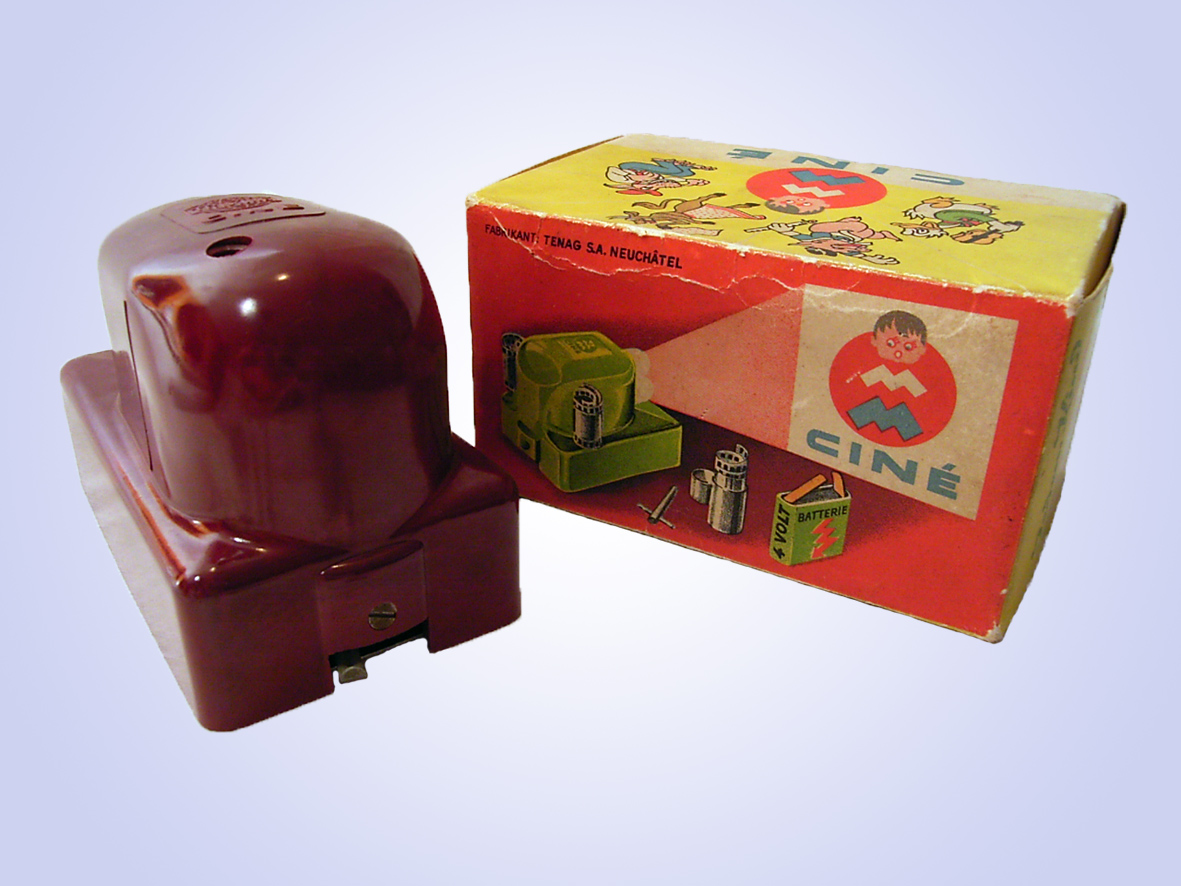
Trixine Cine – Schweiz

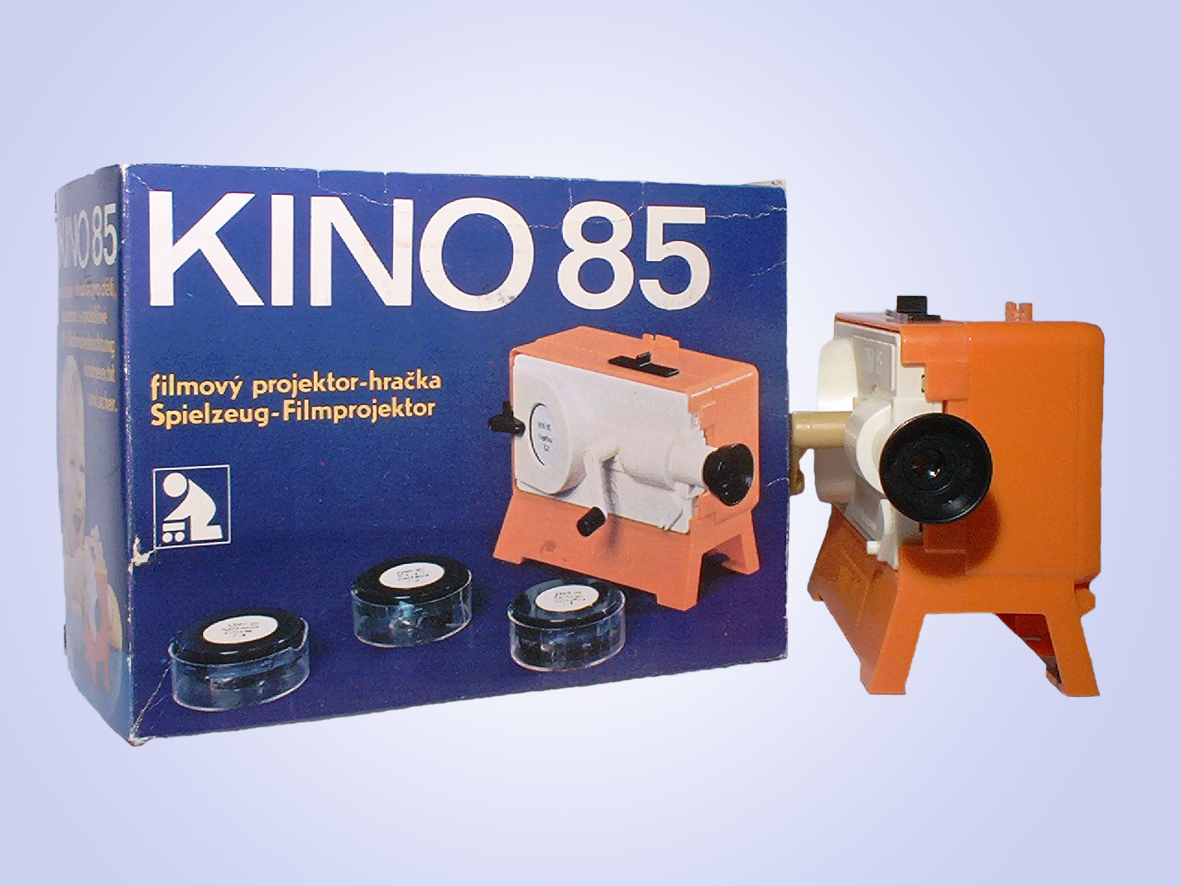
Dux Kino 85, aus tschechischer Produktion

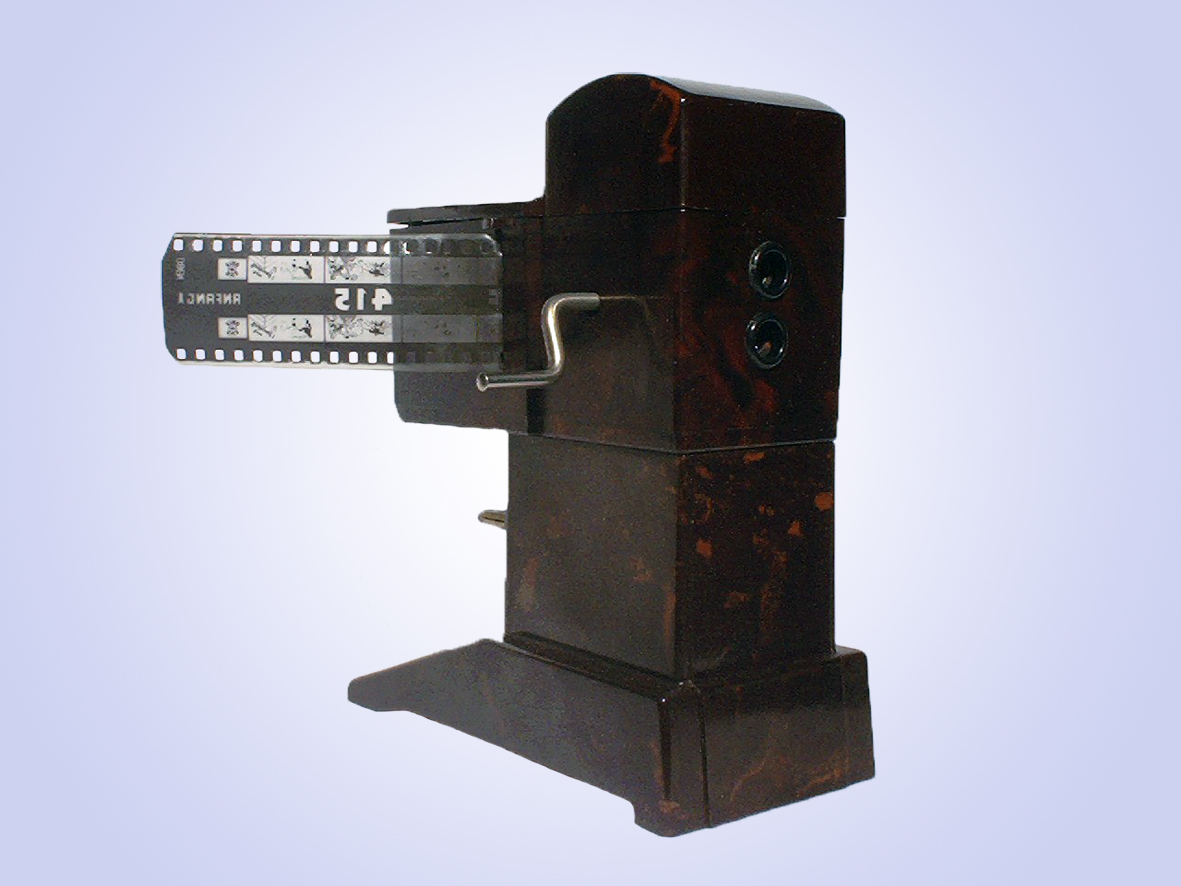
Lilliput Kino

Abgesehen vom Dux Kino MM wurden fast alle Projektorenmodelle im Ausland nachgebaut und für den dortigen Markt verwertet. So wurde z. B. das Dux Kino Modell 3 bis Modell 44 in Frankreich als Cine Selic, in der Schweiz alsTrixine und in England als Toy Cinema verwertet. Dux selbst exportierte auch die Geräte ins Ausland. Somit ist bekannt, dass es das Dux Kino Modell 40 und 44 in England, Spanien, Portugal, Frankreich, Italien, Schweden und den Niederlanden gab. Das Dux Kino 68 wurde in Tschechien auf den Markt gebracht (Kino 85). Nach dem Erfolg des Dux Kinos begannen auch andere Hersteller ähnliche Geräte nach dem gleichen mechanischen Prinzip nachzubauen. So brachte Meccano Triang das Kinder-Filmtheater heraus, das ebenfalls mit Endlosfilmen arbeitete.
Darüber hinaus baute die amerikanische Firma Fisher Price ein auf dem System des Dux Kino 68 beruhenden Kinderfilmprojektor. Auch viele kleine Firmen bauten nach diesem Prinzip Projektoren und Filmbetrachter.
Auch in der DDR mussten Kinder nicht auf das Spielzeugkino verzichten. Zeiss Ikon baute ab Mitte der 1950er Jahre auf dem Prinzip des Dux Kino Modell MM, 3, 40 und 44 einen Projektor, der 35-mm-Streifen horizontal projizierte. Dieser Projektor war aus Bakelit gefertigt und war von der Form her dem ebenfalls von Zeiss Ikon gebauten Kinoprojektor "Dresden D1" nachempfunden. Es wurde unter dem Namen "Kino Lilliput" vertrieben.

## Filme
Die Firma Markes und Co alias Dux stellte sehr viele verschiedene Filme in drei verschiedenen Formaten her.
Neben dem 11-mm-Kurzfilm, der nur beim "Kleinen Kino" sowie der Dux Silberschwalbe zum Einsatz kam, waren die populärsten Formate der 35-mm-Horizontalfilm sowie der Normal-8-Spulenfilm. Ersterer kam von 1935 bis 1962 zum Einsatz, zweiterer ab 1968 bis zur Einstellung des Produktes "Dux Kino" Ende der 1970er Jahre. Zu Beginn stellte die Firma Dux die Filme noch selbst her bzw. ließ sie extra erstellen. Dies waren ausschließlich Zeichentrickfilme. Mitte der 1950er Jahre wurden auch Lizenzrechte von Disney gekauft, durch die Micky-Maus-Filme auch ins Programm aufgenommen wurden. Erst mit dem Dux Kino 68 zog auch der Realfilm in Form von Dick und Doof sowie Charlie-Chaplin-Filmen in das Dux-Filmprogramm ein. Neben Disney wurden zusätzlich neben den eigens hergestellten und gezeichneten Filmen auch weitere Lizenzrechte eingekauft, wie z. B. für: Wickie und die starken Männer, Biene Maja, Die Mainzelmännchen und Die Schlümpfe.

### Filme für das Dux Kino "Das kleine Kino" und Silberschwalbe

Dux-Filme für das Dux-Kino "Das kleine Kino" und Silberschwalbe

Da das "Kleine Kino" und die Dux Silberschwalbe nur kurze Zeit auf dem Markt waren, gibt es dementsprechend wenig Filme. Diese Filme hatten ein sehr ungewöhnlichen Format von 11 mm.
Sie waren als Endlosschleife geklebt, sodass dieser Film lose im Projektor eingelegt nur eine sehr kurze Spieldauer aufweisen. Die Filme sind in zwei Serien aufgeteilt. Die erste Serie beinhaltet die Filme 1 – 10, die zweite Serie umfasst die Filme 11 – 20. Der Preis der Filme betrug 0,25 RM. Es sind nur 20 Filmtitel bekannt.
Filmnummer / Titel
- 1: Der Gorilla und sein Sohn
- 2: Das Pferd Bulkan
- 3: Der verrückte Boxkampf
- 4: Der Rabe Jakob als Cowboy
- 5: Die waghalsigen Akrobaten
- 6: Der seilspringende Rabe Jakob
- 7: Bulli lernt schwimmen
- 8: Ein aufregender Stierkampf
- 9: Jumbo im Urwald
- 10: Das verrückte Auto
- 11: Die Eiskunstläufer
- 12: Turnübungen am Reck
- 13: Pferderennen
- 14: Hürdenlauf
- 15: Kasperletheater
- 16: Turmspringen
- 17: Robby und Bobby, die feuchtfröhlichen Jongleure
- 18: Leo der Löwe als Balancierkünstler
- 19: Eine atemberaubende Dressurnummer
- 20: Zwei unzertrennliche Freunde

### Filme für das Dux Kino MM und das Dux Kino Modell 3

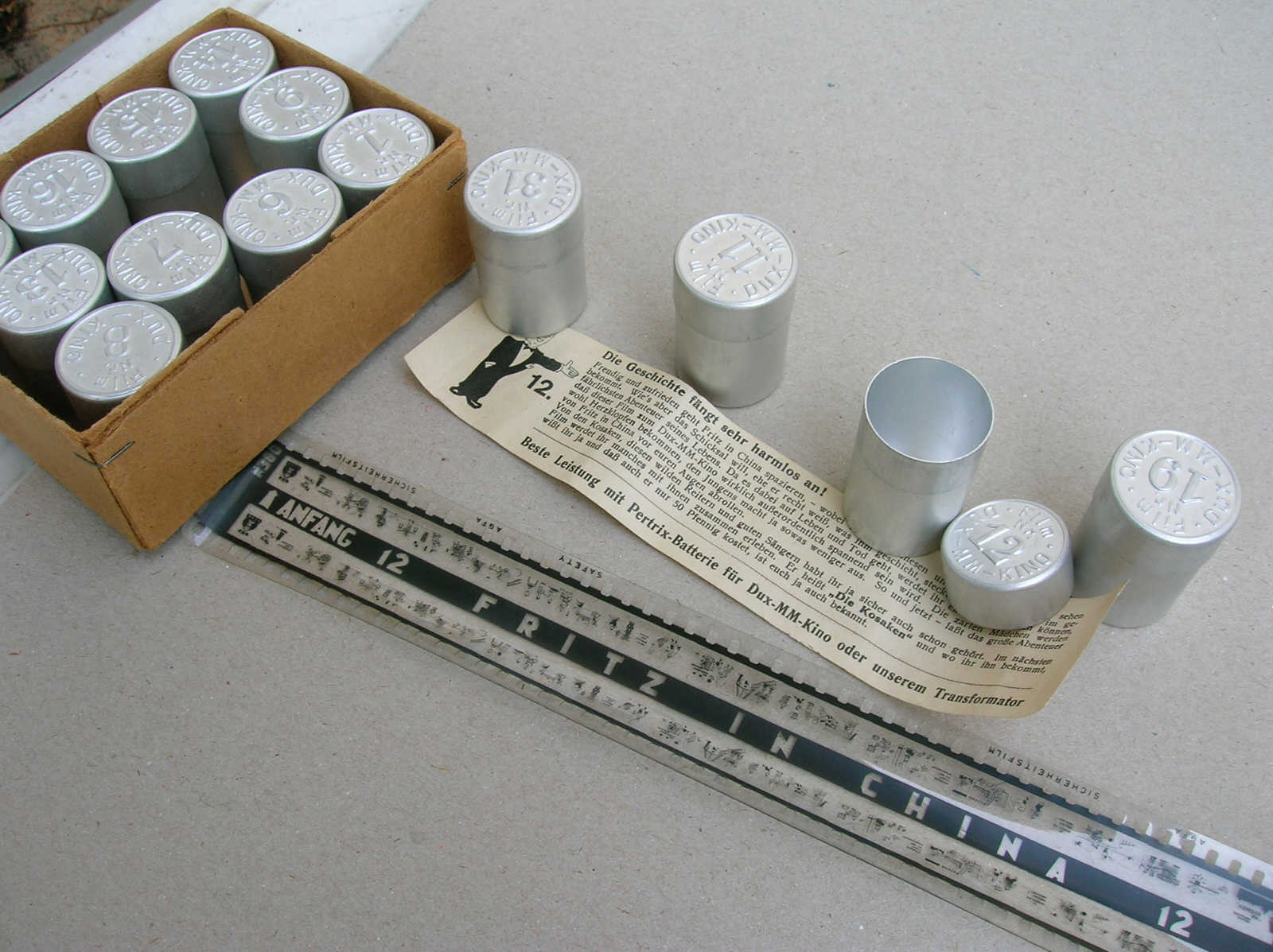
Dux-Filme für das Dux-Kino MM

Dux-Filme für das Dux Kino Modell 3, Modell 40, Modell 44, die Duxinette und den Dux TV 35

Dux-Filme für das Dux Kino 68 und das Dux Elkino 900

Für das Dux Kino MM und das Dux Kino Modell 3 gab es nur Schwarz-Weiß-Filme – alle im 35-mm-Format. Diese waren zum Preis von 0,50 RM im Fachhandel zu bekommen. Der Film Im Zirkus war beim Kauf des Dux Kino MM dabei. Die Filme gab es jeweils als Sicherheitsfilm und als Nitratfilm, der sehr feuergefährlich ist. Anfangs wurden die Filme in kleinen Aluminiumdosen ausgeliefert. Da sich allerdings schon bald herausstellte, dass die gerollte Aufbewahrung der Filme sich negativ auf das Abspielen auswirkte (die Filme rissen häufig), wurden die Filme nur noch in gerader Form in einer Papphülle herausgebracht. Dies wurde auch bei der Wiederaufnahme der Produktion nach dem Zweiten Weltkrieg nicht verändert.
Filmnummer / Titel
- 1: Zirkus
- 2: Märchenparade
- 3: Cowboy Jim
- 4: Der Luftpirat
- 5: Die Schatzinsel
- 6: Die Arche
- 7: Das geheimnisvolle Haus
- 8: Am Nordpol
- 9: Weihnachten
- 10: Hans der Zauberer
- 11: Der Honigdieb
- 12: Fritz in China
- 13: Die Kosaken
- 14: Der lustige Vagabund
- 15: Das verbotene Land
- 16: Gallopin das Wunderpferd
- 17: Beim Boxkampf
- 18: Fröhliche Ostern
- 19: Die Goldgräber
- 20: Der Stierkampf
- 21: Der Rattenfänger von Hameln
- 22: Großfeuer
- 23: Der Mann im Dschungel
- 24: Schneewittchen
- 25: Dornröschen
- 26: Hänsel und Gretel – Teil 1
- 27: Hänsel und Gretel – Teil 2
- 28: Lausbubenstreiche
- 29: Rotkäppchen
- 30: Leben im Walde
- 31: Bibis erstes Abenteuer
- 32: Der unbesiegbare Sportsmann
- 33: Die Rothäute
- 34: Der Musikkrieg
- 35: Max und Moritz – erster und zweiter Streich
- 36: Max und Moritz – dritter und vierter Streich
- 37: Max und Moritz – fünfter und sechster Streich
- 38: Max und Moritz – siebter zweiter Streich
- 39: Das Leben der Seidenraupe
- 40: Im Zoo
- 41: Der Tabak
- 42: Das Leben der Ameisen, Teil 1
- 43: Das Leben der Ameisen, Teil 2
- 44: Duxinos Männchen
- 45: Das mechanische Männchen
- 46: In der Vorratskammer
- 47: Felix als Musiker
- 48: Der unschuldige Bobby
- 49: Die beiden Feinkosthändler
- 50: Die Fuchsjagd
- 51: Die Nesthocker
- 52: Häschens Stadtbesuch
- 53: Die beiden Lausbuben
- 54: Grillenkönigs Hochzeit
- 55: Die Piratenmäuse
- 56: Robinson Crusoe, Teil 1
- 57: Robinson Crusoe, Teil 2
- 58: Robinson Crusoe, Teil 3
- 59: Ein Pechvogel
- 60: Abenteuer in Texas
- 61: Der treue Wolfhund
- 62: Die Sage von König Midas
- 63: Don Quichotte – Teil 1
- 64: Don Quichotte – Teil 2
- 65: Don Quichotte – Teil 3

### Filme für das Modell 40, Modell 44, Duxinette und Dux TV
Die Filme im 35-mm-Format waren nur für das Modell 40, Modell 44, Duxinette und Dux TV 35. Einige Filme waren zusätzlich zu Schwarz-Weiß auch in Farbe erhältlich. Dies sind aber wahrscheinlich nicht alle Filme, die für die Dux Kinos erhältlich waren. Schwarz-Weiß-Filme kosteten 1,20 DM, Farbfilme kosteten 3,60 DM.

#### S/W
Filmnummer / Titel
- 401: Im Zirkus
- 402: Rotkäppchen
- 403: Schneewittchen
- 404: Hänsel und Gretel – Teil 1
- 405: Hänsel und Gretel – Teil 2
- 406: Max und Moritz – Teil 1
- 407: Max und Moritz – Teil 2
- 408: Max und Moritz – Teil 3
- 409: Der Rattenfänger von Hameln
- 410: Der Struwwelpeter – Teil 1
- 411: Der Struwwelpeter – Teil 2
- 412: Robinson Crusoe – Teil 1
- 413: Robinson Crusoe – Teil 2
- 414: Robinson Crusoe – Teil 3
- 415: Beim Boxkampf
- 416: Der gestiefelte Kater – Teil 1
- 417: Der gestiefelte Kater – Teil 2
- 418: Die Rettung
- 419: Fest im Walde
- 420: Die Heinzelmännchen – Teil 1
- 421: Die Heinzelmännchen – Teil 2
- 422: Rumpelstilzchen
- 423: Abenteuerliche Reise
- 424: Zwischenspiel im Zirkus
- 425: Der kleine Muck – Teil 1
- 426: Der kleine Muck – Teil 2
- 427: Der kleine Muck – Teil 3
- 428: Der Hase und der Igel
- 429: Die Schatzinsel
- 430: Der Indianerüberfall
- 431: Der Texasreiter
- 432: Galoppin, das Wunderpferd
- 433: Der Stierkampf
- 434: Peterchens Weltreise
- 435: Raketenfahrt zu Mond
- 436: Am Nordpol
- 437: Niki und Teddy Brumm im Zoo
- 438: Niki und Brumm reisen zum Himmel
- 439: Die Luftreise
- 440: Niki und Brumm beim Zwergendoktor
- 441: An der See
- 441: Die Unterwasserreise
- 442: In grosser Gefahr
- 443: Hasenjagd zu Wasser
- 444: Seltsamer Spazierritt
- 445: Der fliegende Heinrich
- 446: Ein schlimmer Tausch
- 447: Der Schneider im Mond
- 448: Schneider in der Hölle
- 449: Dux TV Programm Vorschau
- 501: Micky Maus und Pluto
- 502: Micky Maus im Geisterschloss
- 503: Micky Maus und der Medizinmann
- 504: Bambi
- 505: Micky auf der Jagd
- 506: Pinocchio
- 507: Cinderella
- 508: Alice im Wunderland

#### Farbe
Filmnummer / Titel
- 401: Im Zirkus
- 402: Rotkäppchen
- 403: Schneewittchen
- 409: Der Rattenfänger von Hameln
- 410: Der Struwwelpeter – Teil 1
- 411: Der Struwwelpeter – Teil 2
- 412: Robinson Crusoe – Teil 1
- 413: Robinson Crusoe – Teil 2
- 414: Robinson Crusoe – Teil 3
- 416: Der gestiefelte Kater – Teil 1
- 417: Der gestiefelte Kater – Teil 2
- 428: Der Hase und der Igel
- 434: Peterchens Weltreise

### Filme für das Dux-Kino 68 und das Dux Elkino 900
Die 8-mm-Filme waren nur für das Dux-Kino 68 und das Dux Elkino 900 hergestellt.
Die Filme waren nach einem Farbcode zu unterscheiden.
- Filme in roten Dosen waren in Schwarz-Weiß und kurz (ca. 10 Meter), Spieldauer 1,5 Minuten (laut Katalog).
- Filme in grünen Dosen waren in Schwarz-Weiß und länger (ca. 20 Meter), Spieldauer 3 Minuten (laut Katalog).
- Filme in blauen Dosen waren in Farbe (ca. 17 Meter), Spieldauer 2,5 Minuten (laut Katalog).
- Filme in goldenen Dosen waren in Farbe (ca. 17 Meter), Spieldauer 2,5 Minuten (laut Katalog).

Die Titel in den goldenen Dosen waren ein Sonderprogramm aus verschiedenen Kinder-TV-Serien, wie z. B. Biene Maja, Wickie und die starken Männer oder den Mainzelmännchen.
Die Filme in den roten Dosen konnte man ab 5,95 DM im Spielzeughandel erwerben. Die Filme in den grünen Dosen kosteten 7,95 DM. Die Farbfilme in den blauen und goldenen Dosen kosteten 10,90 DM. Dies sind aber wahrscheinlich nicht alle Filme, die für das Dux-Kino 68 erhältlich waren.

#### Rote Dose
Filmnummer / Titel
- 1: Klein Adlerauge auf Bärenjagd
- 1: Schneewittchen
- 2: Der Struwwelpeter
- 3: Emil der Torero
- 4: Emil und der Löwe
- 4: Schweinchen Dicks schlaflose Nacht
- 5: Cooky – Der kranke Kuckuck
- 5: Donald Duck als Pfadfinder
- 6: Foxy – Das schlaue Füchslein
- 7: Goofy lernt fliegen
- 7: Bimbo das Schäfchen
- 7: Schäfchen Bimbo und der böse Wolf
- 8: Max und Moritz – Erster und zweiter Streich
- 9: Die Schatzinsel
- 10: Hippie der Wildfang[1]
- 11: Die verliebten Piepmätze
- 11: Tom und Jerry – Die bösen Kätzchen
- 12: Max und Moritz – Dritter Streich
- 13: Max und Moritz – Vierter Streich
- 14: Fix und Foxi – Der Ausflug an die See
- 14: Pitt der Lausbub – als Anstreicher
- 15: Pitt der Lausbub – als Zimmermann
- 16: Pitt der Lausbub – als Straßenkehrer
- 17: Pitt der Lausbub – und die Turmuhr
- 18: Puck und die fliegende Untertasse
- 19: Puck der Astronaut – Der Eignungstest
- 20: Puck der Astronaut – Flug zum Mars
- 21: Puck in Wildwest – Der Taschenräuber
- 22: Puck in Wildwest – Der böse Jim
- 23: Fips der Kater und Piepmatz Hans

#### Grüne Dose
Filmnummer / Titel
- 51: Klein Däumling
- 52: Der gestiefelte Kater
- 53: Der Wolf und die sieben Geißlein
- 54: Aladins Wunderlampe
- 55: Fips der Kater und das Mäuslein
- 56: Häschen Langohr und der Roboter
- 57: Peter Pan – und die gute Fee
- 58: Das hässliche Entlein
- 58: Dick und Doof als Hausierer
- 59: Bugs Bunny und die Marsmenschen
- 60: Charlies Autoreparatur
- 61: Pimpos Abenteuer
- 62: Dick und Doof – auf der Autobahn
- 63: Walt Disney – Goofy als Kunstflieger
- 64: Walt Disney – Micky Maus und die Turmuhr
- 65: Tom und Jerry – Der Katzenschreck
- 66: Walt Disney – Donald Duck und der Löwe

#### Blaue Dose
Filmnummer / Titel
- 75: Rotkäppchen
- 76: Aschenputtel
- 77: Weihnachtsmärchen
- 78: Robinson Crusoe
- 79: Der Wolf und die sieben Geißlein
- 80: Dornröschen
- 81: Tweety in Nöten
- 82: Alarm im Zoo
- 83: Zwei gegen Speedy
- 84: Bugs Bunny als Torero
- 85: Abenteuer im Westernexpress
- 86: Schweinchen Dick im Grand Hotel
- 87: Schweinchen Dick auf Mäusejagd
- 88: Foxy der Schafräuber
- 89: Walt Disney – Donald Duck und die Ruhestörer
- 90: Walt Disney – Donald Duck beim Camping
- 91: Walt Disney – Goofy der Bruchpilot
- 92: Walt Disney – Micky Maus Ferien an der See
- 93: Tom und Jerry – Die Hundefamilie
- 94: Tom und Jerry – Retter in der Not
- 95: Walt Disney – Das lustige Fussballspiel
- 96: Walt Disney – Aristocats
- 97: Walt Disney – Bambi
- 98: Fix und Foxi – Die Ballonfahrt
- 99: Walt Disney – Robin Hood
- 100: Walt Disney – Dschungelbuch Teil 1
- 101: Walt Disney – Dschungelbuch Teil 2
- 102: Prof. B Grzimek – Kein Platz für wilde Tiere Teil 1
- 103: Prof. B Grzimek – Kein Platz für wilde Tiere Teil 2
- 104: Prof. B Grzimek – Serengeti darf nicht sterben Teil 1
- 105: Prof. B Grzimek – Serengeti darf nicht sterben Teil 2
- 106: Paulchen Panther – und das verrückte Pferd
- 107: Walt Disney – Schneewittchen Teil 1
- 108: Walt Disney – Schneewittchen Teil 2
- 109: Micky Maus – auf Elchjagd
- 110: Susi und Strolchi
- 111: Pinocchio – Teil 1
- 112: Pinocchio – Teil 2
- 113: Bernard und Bianca – Teil 1
- 114: Bernard und Bianca – Teil 2
- 115: Im Dorf der Schlümpfe
- 116: Die fröhlichen Schlümpfe

#### Goldene Dose
Filmnummer / Titel
- 1: Mainzelmännchen – Ein unfreiwilliges Bad
- 2: Mainzelmännchen – Reiseabenteuer
- 3: Mainzelmännchen – in grosser Gefahr
- 4: Mainzelmännchen – Abenteuer im Fernsehen
- 5: Heidi – Heidi und Peter
- 6: Heidi – Erster Tag auf der Alm
- 7: Heidi – Spaziergang in den Bergen
- 8: Heidi – Ausflug mit Peter
- 9: Biene Maja – Majas erste Flugstunde
- 10: Biene Maja – Maja und die Libelle Schnuck
- 11: Sindbad der Seefahrer
- 12: Wickie und die starken Männer

### DEFA-Filme für den DDR-Nachbau "Kinder – Kino Lilliput"
Die Filme im 35-mm-Format wurden im VEB-DEFA-Studio für populärwissenschaftliche Filme, Dresden A 38, Kesselsdorfer Straße 208 hergestellt. Diese Schwarz-Weiß-Filme kosteten anfangs 0,88 M, zwischenzeitlich 0,79 M und schließlich bis zur Einstellung der Produktion 0,69 M.

#### S/W
Filmnummer / Titel / Erscheinungsjahr
- 1: Das tapfere Schneiderlein I. (1954)
- 2: Junge Pioniere (1954)
- 3: Im Zoo (1954)
- 4: Die Bremer Stadtmusikanten I. (1954)
- 5: Rotkäppchen (1955)
- 6: Sindbad der Seefahrer, 1. Reise (1955)
- 7: Junge Pioniere wandern (1955)
- 8: Schneeweißchen und Rosenrot (1954)
- 9: Kalif Storch (1954)
- 10: Ein Zirkus kommt (1955)
- 11: Eine Ferienreise aufs Land (1955)
- 12: Sindbad der Seefahrer II. (1955)
- 13: Das tapfere Schneiderlein II. (1956)
- 14: Das tapfere Schneiderlein III. (1956)
- 15: Hänsel und Gretel (1956)
- 16: Der Wolf und die 7 Geisslein (1956)
- 17: Die Bremer Stadtmusikanten II. (1956)
- 18: Durch Wald und Wiese (1956)
- 19: Der Froschkönig (1956)
- 20: Däumelinchen (1956)
- 21: Käpten fährt nach Afrika (1956)
- 22: Dornröschen (1956)

## Hubschrauber
In den 1960er Jahren wurde vom gleichen Hersteller unter dem Namen Dux Condor ein Spielzeughubschrauber hergestellt. Dieser konnte mittels eines Handgriffs mit Seilzug gestartet werden und erreichte beachtliche Flughöhen und Weiten. Farblich war er im selben rot/weiß gehalten wie das Dux Kino der 60er Jahre.